# Shâdhavâr
Pour les articles homonymes, voir Aras.
Le shâdhavâr (en persan : شادهوار) ou âras (آرس) est une licorne carnivore du folklore persan qui ressemble à une gazelle mais avec une seule corne creuse. Gracieuse et très mince, la créature est aussi un peu mélancolique. Des taches sombres dégoulinent de ses yeux sur son visage, lui donnant l'apparence de larmes perpétuelles. Une mélodie, rappelant le son d'une flûte, provient de sa corne quand le vent y souffle. Cette musique attire aussi bien les humains que les animaux. Quand un animal s'approche, le shâdhavâr profite de l'occasion pour l'attaquer d'une manière vicieuse.
Le shâdhavâr est considéré comme la « mauvaise licorne ». Beaucoup de similitudes peuvent être établies entre la shâdhavâr et les sirènes de la mythologie grecque qu'Ulysse a rencontrées lors de son voyage.